# Kostel Nejsvětější Trojice (Rakovník)
Hřbitovní kostel Nejsvětější Trojice v Rakovníku se nachází v jižní části městského hřbitova na bývalém Karlovarském (také Svatojilském) předměstí západně od historického jádra města. Areál kostela včetně zvonice a kaple sv. Rocha je chráněn jako kulturní památka České republiky.

## Historie
Hřbitov Nejsvětější Trojice byl na Svatojilském předměstí založen v roce 1575 a o deset let později zde začal být italským mistrem Valentinem budován hřbitovní kostel, který byl dokončen v roce 1588. Roku 1594 byl na hřebenu střechy umístěn sanktusník a roku 1600 další italský stavebník Jan Cesar kostelík na jeho západní straně prodloužil a vestavěl do něj kruchtu. Vnitřní výtvarnou výzdobu obstaral Honza Řezenský a až v roce 1659 do něj byly instalovány varhany. Větší opravy i menší úpravy kostela probíhaly v letech 1680, 1756, 1835 a 1839, kdy byla těžká klenba nahrazena rovným stropem z lehkého rákosu. Dne 24. června 1884 do boční věžičky udeřil blesk, následkem čehož se roztrhl strop kostela, byl zničen oltář i všechna okna a shořela kazatelna. Už za rok byl ale kostel Nejsvětější Trojice opraven s novou výmalbou od J. Breitenfelda.

## Popis kostela
Vzhledem k době svého vzniku jde už o renesanční stavbu, ale ještě s jistými gotickými prvky, např. všechna okna jsou lomená s nepravidelnou kružbovou výzdobou. Jednolodní kostelík zakončený trojbokým kněžištěm je 22 m dlouhý a 7,5 m široký. Na obou bocích stavby se nachází po pěti pískovcových opěrných pilířích, v jejím závěru dva. Střecha je valbová, krytá taškami, na níž je osmiboký sanktusník zakončený makovicí. Kromě vchodu na jižní straně je v západním průčelí stejně velký vchod v půlkruhovém portálu (ostatní vstupy byly zazděny), na severozápadním nároží je přistavěna šestiboká věžička s jehlanovitou střechou, která ale nepřevyšuje střechu kostela. Jediná loď kostela je plochostropá, stejně jako kruchta. Z převážně barokního vybavení lze uvést zejména sochy sv. Jana a sv. Biskupa, případně dva náhrobky z let 1599 a 1601. Na hlavním oltáři je obraz Nejsvětější Trojice mezi anděly, v jehož popředí je sv. Bartoloměj ukazující na Rakovník. Namaloval jej roku 1833 podle starší předlohy Augustin Lhota, malíř a profesor na rakovnické reálce.

## Zvonice
Šestiboká dřevěná zvonice se zděnou podezdívkou, zakončená lucernou pod sedlovou střechou byla postavena v sousedství kostela koncem 16. století. Když byl umístěn největší zvon, musel k ní být ještě přistavěn malý arkýř. Umístěny jsou v ní tři zvony. Největším je Ježíš (průměr 91 cm, výška 76 cm), který roku 1599 ulil Matyáš Flemink z Rakovníka, druhým Marie (průměr 73 cm, výška 57 cm), ulitý roku 1587 Brikcím z Cimperka a roku 1898 přelitý pražským zvonařem Janem Diepoldem, a třetím Josef (průměr 55 cm, výška 44 cm) z roku 1599 také od Matyáše Fleminka. Díky své zachovalosti je velmi ceněna.

## Kaple svatého Rocha
V jihozápadním rohu hřbitova se nachází barokní kaple na půdorysu rovnostranného trojúhelníka s vypouklými stranami, která je zasvěcena sv. Rochovi. Postavena byla pražským stavitelem Janem Ferdinandem Hybnerem roku 1726 díky veřejné sbírce kanovníka a rakovnického děkana Jiřího Jana Libertina jako poděkování za odvrácení moru. Stavba je zdobena lizénami a kladím, na vrcholu trojboké střechy je šestiboká lucerna a typicky barokní prohnutí zdí je ještě zvýrazněno třemi mělkými rizality, přičemž v každém z nich se nachází vchod do kaple s půlkruhovým oknem, rámovaný šambránou. V interiéru kaple o výšce 7,9 m jsou ve dvou stěnách výklenky se sochami sv. Šebestiána a sv. Julie, pod níž je umístěna nízká kazatelna, a ve třetím je schodiště na kruchtu. Uprostřed stojí oltář se soškami sv. Matěje a sv. Ondřeje a především se sochou sv. Rocha v životní velikosti. Kapli nyní využívá pravoslavná církev.